# Polacca aversana
La polacca, meglio nota come polacca aversana, è un dolce tipico della pasticceria campana, in particolare della provincia di Caserta e della città di Aversa.

## Storia
Nata tra il XIX e il XX secolo, non esistono documenti ufficiali sulla nascita. Alcuni ritengono sia nata come rivisitazione della ricetta del Pasticciotto, utilizzando la pasta brioche al posto della pasta frolla. Altri suggeriscono che alla base della preparazione ci sarebbe il Drożdżówki, un prodotto da forno sotto forma di pane dolce lievitato con ripieno o glassato, tipico della Polonia.

### Leggenda
La leggenda più nota vuole che il dolce sia nato nel 1926 per merito di una suora polacca del Convento delle Cappuccinelle ad Aversa che avrebbe riferito la ricetta del Drożdżówki a due giovani pasticcieri aversani. Secondo altri racconti sarebbe stata una principessa polacca in epoca medievale a portare il dolce ad Aversa.

## Descrizione
Consiste in un impasto sottile di tipo brioche farcito con abbondante crema pasticcera e amarene sciroppate cotto a forno. Può essere torta oppure monoporzione.

### Torta polacca
La torta polacca viene chiamata anche Gran Polacca, rappresenta il classico dolce della domenica ad Aversa.

### Polacchina
È chiamata polacchina nella versione monoporzione da colazione, diffusa in quasi tutta la Campania. Il nome deriverebbe dalla forma che ricorda il tipo di calzatura omonima. Prevede a differenza della torta l'aggiunta della patata all'impasto, risultando più morbida e soffice.